# Janez Nepomuk Rosmann
Janez Nepomuk Rosmann,  slovenski pravnik in politik, * 1774, Ljubljana, † 1837, Celovec.
Rosmann je bil leta 1801 na Dunaju promoviran kot doktor prava. V Ljubljani je najprej služboval kot odvetnik pri deželni vladi, že leta 1809 pa je postal ljubljanski častni meščan in prevzel številne nadzorne in upravne mestne funkcije. Župan Ljubljane je bil med letoma 1814 in 1820. 